# Крістіан Еріксен (норвезький футболіст)
Крістіан Еріксен (норв. Kristian Eriksen; нар. 18 липня 1995, Гамар) — норвезький футболіст, півзахисник клубу «Молде».
Виступав також за клуби «Брумунддаль» та «Хамаркамератене».
Володар Кубка Норвегії.

## Ігрова кар'єра
Народився 18 липня 1995 року в місті Гамар. Вихованець юнацьких команд футбольних клубів «Ванг» та «Хамаркамератене».
У дорослому футболі дебютував 2014 року виступами за команду «Хамаркамератене», в якій провів один сезон, взявши участь у 43 матчах чемпіонату. Більшість часу, проведеного у складі «Хамаркамератене», був основним гравцем команди.
Своєю грою за цю команду привернув увагу представників тренерського штабу клубу «Брумунддаль», до складу якого приєднався 2016 року. Відіграв за команду наступний сезон своєї ігрової кар'єри. Граючи у складі також здебільшого виходив на поле в основному складі команди.
2018 року уклав контракт з клубом «Ельверум», у складі якого провів наступний рік своєї кар'єри гравця.  Тренерським штабом нового клубу також розглядався як гравець «основи».
У 2020 році повернувся до клубу «Хамаркамератене», цього разу захищав кольори команди два сезони.
До складу клубу «Молде» приєднався 2022 року. Станом на 5 грудня 2024 року відіграв за команду з Молде 70 матчів в національному чемпіонаті.

## Статистика виступів

### Статистика клубних виступів
Станом на 29 травня 2025
| Клуб              | Сезон             | Ліга              | Ліга | Ліга  | Національний кубок | Національний кубок | Континентальні кубки | Континентальні кубки | Усього | Усього |
| Клуб              | Сезон             | Ліга              | Ігор | Голів | Ігор               | Голів              | Ігор                 | Голів                | Ігор   | Голів  |
| ----------------- | ----------------- | ----------------- | ---- | ----- | ------------------ | ------------------ | -------------------- | -------------------- | ------ | ------ |
| Хамаркамератене   | 2014              | 1 дивізіон        | 26   | 1     | 3                  | 0                  | —                    | —                    | 29     | 1      |
| Хамаркамератене   | 2015              | 2 дивізіон        | 17   | 0     | 2                  | 0                  | —                    | —                    | 19     | 0      |
| Хамаркамератене   | Разом             | Разом             | 43   | 1     | 5                  | 0                  | —                    | —                    | 48     | 1      |
| Брумунддаль       | 2016              | 2 дивізіон        | 19   | 5     | 1                  | 0                  | —                    | —                    | 20     | 5      |
| Брумунддаль       | 2017              | 2 дивізіон        | 22   | 3     | 2                  | 1                  | —                    | —                    | 24     | 4      |
| Брумунддаль       | Разом             | Разом             | 41   | 8     | 3                  | 1                  | —                    | —                    | 44     | 9      |
| Ельверум          | 2018              | 2 дивізіон        | 24   | 2     | 2                  | 0                  | —                    | —                    | 26     | 2      |
| Ельверум          | 2019              | 2 дивізіон        | 22   | 5     | 2                  | 0                  | —                    | —                    | 24     | 5      |
| Ельверум          | Разом             | Разом             | 46   | 7     | 4                  | 0                  | —                    | —                    | 50     | 7      |
| Хамаркамератене   | 2020              | 1 дивізіон        | 15   | 2     | —                  | —                  | —                    | —                    | 15     | 2      |
| Хамаркамератене   | 2021              | 1 дивізіон        | 30   | 13    | 3                  | 0                  | —                    | —                    | 33     | 13     |
| Хамаркамератене   | 2022              | Елітесеріен       | 16   | 4     | 2                  | 1                  | —                    | —                    | 18     | 5      |
| Хамаркамератене   | Разом             | Разом             | 61   | 19    | 5                  | 1                  | —                    | —                    | 66     | 20     |
| Молде             | 2022              | Елітесеріен       | 13   | 2     | 0                  | 0                  | 10                   | 1                    | 23     | 3      |
| Молде             | 2023              | Елітесеріен       | 29   | 4     | 9                  | 3                  | 11                   | 5                    | 49     | 12     |
| Молде             | 2024              | Елітесеріен       | 28   | 14    | 6                  | 2                  | 15                   | 2                    | 49     | 18     |
| Молде             | 2025              | Елітесеріен       | 8    | 3     | 2                  | 0                  | 4                    | 1                    | 14     | 4      |
| Молде             | Разом             | Разом             | 78   | 23    | 17                 | 5                  | 40                   | 9                    | 135    | 38     |
| Усього за кар'єру | Усього за кар'єру | Усього за кар'єру | 269  | 58    | 34                 | 7                  | 40                   | 9                    | 343    | 74     |

## Титули і досягнення
«Хамаркамератене»
- 1 дивізіон: 2021[9]

«Молде»
- Чемпіон Норвегії (1): 2022[9]
- Володар Кубка Норвегії (1): 2023[9]

Особисті
- Найкращий бомбардир Елітесеріен (1): 2024[10]